# 1803 na literatura

## Nascimentos
| Data           | Nome                    | Profissão                          | Nacionalidade  | Observações | Ref |
| -------------- | ----------------------- | ---------------------------------- | -------------- | ----------- | --- |
| 3 de Janeiro   | Douglas William Jerrold | dramaturgo e escritor              | Inglaterra     | m. 1857     |     |
| 25 de Maio     | Ralph Waldo Emerson     | escritor, filósofo e poeta         | Estados Unidos | m. 1882     |     |
| 25 de Maio     | Edward Bulwer-Lytton    | escritor e político                | Inglaterra     | m. 1873     |     |
| 28 de Setembro | Prosper Mérimée         | historiador, arqueólogo e escritor | França         | m. 1870     |     |
| 14 de Novembro | Jacob Abbott            | clérigo e escritor                 | Estados Unidos | m. 1879     |     |

## Mortes
| Data           | Nome                         | Profissão           | Nacionalidade | Observações | Ref |
| -------------- | ---------------------------- | ------------------- | ------------- | ----------- | --- |
| 14 de Março    | Friedrich Gottlieb Klopstock | poeta               | Alemanha      | n. 1724     |     |
| 8 de Outubro   | Vittorio Alfieri             | escritor            | Itália        | n. 1749     |     |
| 5 de Setembro  | Pierre Choderlos de Laclos   | escritor e general  | França        | n. 1741     |     |
| 18 de Dezembro | Johann Gottfried von Herder  | filósofo e escritor | Alemanha      | n. 1744     |     |